# Lacul Peipus
Lacul Peipus (în estonă Peipsi-Pihkva järv; în rusă Псковско-Чудское озеро, transliterat Pskovsko-Chudskoye ozero; în germană Peipussee) este cel mai mare lac transfrontalier din Europa, aflat la granița dintre Estonia și Rusia.
Are o lungime de 97 km și o lățime de 50 km și este înghețat jumătate de an.